# Grundschule Meterstraße
Die Grundschule Meterstraße in Hannover, zeitweilig auch als Volksschule Meterstraße genutzt, war eine Ende der 1950er-Jahre von dem Architekten Adolf Falke errichtete Schuleinrichtung. Von Anfang an hatte hier der Knabenchor Hannover seinen Sitz.

## Geschichte
Während der Luftangriffe auf Hannover im Zweiten Weltkrieg wurde die Lotte-Kestner-Schule durch Fliegerbomben zerstört. Diese war unter der früheren Adresse Meterstraße 28 anfangs als Entbindungs- und Hebammenlehranstalt in der Königlichen Residenzstadt Hannover genutzt worden. An der Stelle dieser früheren Schule entstand erst nach vielen Jahren der Nachkriegszeit von 1959 bis 1960 nach Plänen der Architekten Adolf Falke und Rudolf Klein auf einem Areal mit großen Freiflächen ein aus vier Gebäuderiegeln zusammengesetztes Schulhaus, das viel Tageslicht einfallen lässt. An der Straßenfront gewährt eine langgezogene Glaswand „Einblick in das großzügige Foyer.“
In einen der beiden Innenhöfe wurde 1964 als Kunst am Bau die Skulptur eines flötenspielenden Pans gesetzt, den die Bildhauerin Maria Becke-Rausch geschaffen hat. Aufgestellt wurde das Kunstwerk noch auf dem „öden Asphalt der frühen Jahre“ in der Volksschule Meterstraße, als welche die Bildungseinrichtung ursprünglich fungierte. Erst 1969 verließen die älteren Kinder die Schule, das Haus beherbergte seitdem nur noch die Grundschule und den Knabenchor.
Später wurde die Schule mit zahlreichen Gewächsen ausgestattet, die Freiflächen verwandelten sich mit ihren Tischen und Bänken in ein „grünes Klassenzimmer.“
Zum Sommer 2016 plante die Stadtverwaltung Hannover den Umzug der unterdessen nach dem Kinderbuchautor Otfried Preußler umbenannten Schule an den neuen Standort der Otfried-Preußler-Schule in der Birkenstraße. Eine schulische Weiterverwendung der Gebäude Meterstraße 3 waren damals noch in Betracht gezogen.
Im Jahr 2025 wurde das gesamte Schulgebäude abgerissen. Ein Neubau ist geplant, der als Außenstelle für die Wilhelm-Raabe-Schule dienen soll. Die Fertigstellung des Neubaus ist für Sommer 2027 vorgesehen.